# サザンクロス博多号

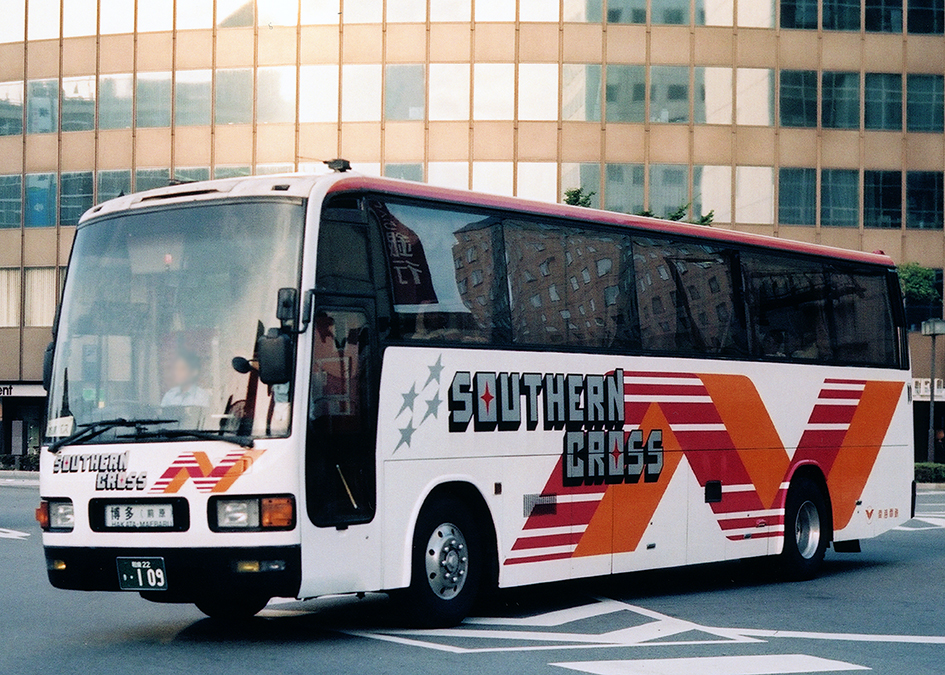
南海電鉄バス サザンクロス博多号（1992年）

サザンクロス博多号（サザンクロスはかたごう）とは、かつて大阪府堺市と福岡県前原市(現･糸島市)を結んで運行されていた高速バスである。

## 路線概説
1990年代初頭における高速バス路線開設ブームの中、JR九州ではバス部門の強化のために高速バス運行にいくつか参入していた。この路線は、「ムーンライト号」に対抗する形で開設された路線である。
当初はJRグループ2社のみにおいて大阪 - 福岡間の夜行高速バスの運行が計画されていた。ただし、既に定着している「ムーンライト号」と全く同様の設定では立ち行かないと考えられ、大阪側での発着地は「ムーンライト号」の梅田に対して難波・堺とされたが、これにより南海電鉄バス（当時）も参入することになった。また、福岡側では天神への乗り入れに代わるものとして、前原市（現：糸島市）を起点とすることとなり、昭和自動車も参入することになった。
また、筑前前原駅から先は筑肥線を利用することで唐津市からの需要も取りこむことが考えられており、筑肥線には「サザンクロス博多号」とセットで割り引くという往復割引運賃も設定されていた。この往復割引乗車券と「サザンクロス博多号」の往復割引運賃を合計すると、既に昭和自動車が運行していた「サガンウェイ号」と同額になるように設定されていた。
しかし、天神を経由しないことに加え、営業力の差などから当初より乗客数は低迷し、結局のところ運行開始から2年にも満たない僅か1年10か月で運行を休止した。遠因として、福岡においては南海電鉄の知名度は低く、さらには九州人でありながらJR九州バスの存在を知らない人もいたほどで、宣伝力も「ムーンライト号」には遠く及ばない状態であった。本路線が廃止された後に、「ムーンライト号」の利用者数が大きく伸びたという事象もなかった。

## 歴史
- 1990年11月15日 運行開始[3]。
- 1992年9月28日 運行休止。
- 1994年1月26日 運行廃止。

### 運行会社
- 九州旅客鉄道（当時、現在は分離・子会社化されてJR九州バス）
- 西日本JRバス
- 南海電気鉄道（当時、現在は分離・子会社化されて南海バス）
- 昭和自動車

### 経路
堺駅 - 堺東駅 - なんば高速バスターミナル - 博多駅 - 今宿 - 周船寺 - 筑前前原駅（1日1往復）

## 使用車両
昭和以外、独立3列シート29人乗りの三菱エアロクィーンMを使用していた（昭和は当時出たばかりの日野・セレガ）。路線廃止後は他路線に転用されている。

## 特記事項
- 2003年4月1日より、西日本JRバスとの共同運行により「山陽道昼特急博多号」の運行を開始、再びJR九州バスの高速バス路線が大阪に乗り入れることになった。夜行便「ムーンライト号」で行われていない長距離昼行便でのサービスを提供する路線であり、運賃も「ムーンライト号」よりも低廉に設定されていたが、2011年3月末で運行休止となっている。
- 2020年7月22日より糸島高校前駅発着の夜行高速バス「ブルーライナー」（運行は森山観光バス）の運行が開始され、当路線休止以来消滅していた糸島市と京阪神を結ぶ高速バスが復活したが、森山観光バスの会社破産により2022年1月31日を以って廃止（事業停止）となり、再び糸島市と京阪神とを結ぶ路線は消滅する事となった。

## 注記
1. ↑  バスラマ・インターナショナル21号 p34
2. 1 2  バスラマ・インターナショナル21号 p35
3. ↑  「JR年表」『JR気動車客車編成表 '91年版』ジェー・アール・アール、1991年8月1日、197頁。ISBN 4-88283-112-0。